# 細川斉護
細川 斉護（ほそかわ なりもり）は、江戸時代後期の大名。肥後国宇土藩8代藩主、のち肥後熊本藩10代藩主。官位は従四位下・中務少輔、越中守、左近衛権中将、侍従。熊本藩細川家11代。宇土藩主時代は細川 立政（ほそかわ たつまさ）と名乗る。

## 生涯
宇土藩主・細川立之の長男として誕生した。幼名は与松。
文政元年（1818年）、父の死により跡を継いで宇土藩主となる。文政9年（1826年）に叔父の熊本藩主・細川斉樹の養嗣子となって本家の家督を継いだ。この時、諱を立政から斉護（「斉」は将軍・徳川家斉からの偏諱、斉護以降「護」は細川家の通字となり現在に至っている）に改め、宇土藩は弟の行芬が継いでいる。
当時、熊本藩では代々の藩主による出費などで、既に80万両という膨大な借金を抱え、財政は破綻寸前となっていた。しかもこのような中で、アメリカやイギリスなどの日本接近もあって、幕府から天草地方や相模湾警備を命じられ、その出費で財政はさらに悪化した。このため、斉護は財政再建のために藩政改革に取りかかるが、その方針をめぐって横井小楠・長岡是容ら改革派と松井佐渡（＝10代当主松井章之（てるゆき））ら保守派が対立し、かえって藩内が二分された。
安政7年3月3日（1860年3月24日）、桜田門外の変の水戸浪士8人が熊本藩邸へ趣意書を提出し自訴したが、細川家でも江戸城で宗孝が襲撃により落命しており、間を置かず全員が他家に預け替えられている。
このような混乱と苦悩の中で、万延元年（1860年）4月17日、斉護は57歳で死去した。長男の慶前は早世していたため、跡は次男の護順改め慶順（のちの韶邦）が継いだ。

## 系譜
- 父：細川立之（1784年 - 1818年）
- 母：富、栄昌院 - 土井利厚の娘
- 養父：細川斉樹（1797年 - 1826年）
- 正室：益姫 - 浅野斉賢の娘
  - 三女：勇姫（1834年 - 1887年） - 松平慶永正室
- 室：久 - 上村氏
  - 長男：細川慶前（1825年 - 1848年） - 前名：護前
- 室：比企氏
  - 次男：細川韶邦（1835年 - 1876年） - 前名：護順、慶順
  - 五男：友之丞 - 早世
- 室：田鶴 - 興願院
  - 三男：細川護久（1839年 - 1893年） - 細川韶邦の養嗣子
- 室：青木甚之助の娘
  - 四男：津軽承昭（1840年 - 1916年）- 前名：護明、津軽順承の養子
- 室：長 - 飯銅氏
  - 六男：長岡護美（1842年 - 1906年） - 喜連川煕氏の養子、熊本藩執政
- 養子
  - 男子：細川行芬（1811年 - 1876年） - 細川立之の次男